# 2NE1
2NE1 (korejski: 투애니원; latinica: tu-ae-ni-won, prema eng. »twenty-one«) južnokorejski je pop, R&B, hip hop i electro glazbeni sastav koji je osnovan 2009. godine, a sastoji se od CL, Bom, Dare i Minzy. Grupa je imala ima potpisane ugovore za diskografske kuće YG Entertainment, Avex Group i Will.i.am Music Group. Ime grupe interpretira se kao »New Evolution of the 21st Century«.
Grupa se prvi puta pojavila 2009. godine u pjesmi "Lollipop", komercijalnoj kampanji zajedno s grupom Big Bang za LG Electronics. Njihov debitantski singl "Fire" objavljen je u svibnju 2009. godine. Od tada, grupa je izdala dva istoimena EP-a, 2NE1 (2009.) i 2NE1 (2011.), te dva studijska albuma, To Anyone (2010.) i Crush (2014.). Na njihovom prvom EP-u nalazi se hit pjesma "I Don't Care" koja je osvojila nagradu za pjesmu godine na dodjeli nagrada Mnet Asian Music Awards 2009. Pjesme koje su slijedile, kao što su "Go Away", "Lonely" i "I Am The Best", bile su slično uspješne, a "I Am The Best" donijela im je drugu nagradu za pjesmu godine u 2011. godini.
2NE1 su u Japanu službeno debitirale u rujnu 2011. godine s Japanskom verzijom njihovoh drugog EP-a preimenovanog u Nolza. Od tada, grupa je u Japanu izdala jedan studijski album, Collection, i dva fizička singla.
U 2012. godini, New York Times imenovao je 2NE1-ov performans u Prudential Centru u New Jerseyu jedom od najboljih koncerata te godine. U listopadu iste godine, Zack Greenburg iz časopisa Forbes istaknuo je da je grupa 2NE1 prodala više od 27 milijuna digitalnih downloada.
U travnju 2016. Minzy je napustila grupu, a sedam mjeseci kasnije, nakon što Bom nije obnovila svoj ugovor s YG Entertainment, grupa je službeno najavila raspad.
U srpnju 2024. YG Entertainment objavio je na službenom YouTube kanalu da grupa kreće na turneju u 2025. godini. S time je službeno da je grupa ponovo potpisala sa agencijom.

## Povijest sastava
U suradnji s grupom Big Band te LG Electronics, grupa izdaje svoju prvu pjesmu "Lollipop" 27. ožujka 2009. Videospot je izdan 28. ožujka. Njihov debitanski single "Fire" izdan je 6. svibnja. Pjesma je mješavina žanrova kao što su hip-hop i reggae, te ima dvije verzije: "Space" i "Street". Njihov treći singl "I Don't Care" izdan je tjedan dana prije izdanja prvog EP-a 2NE1 1st Mini Album 8. srpnja 2009. Pjesma "I Don't Care" postaje hit te dobiva nagradu Mnet Asian Music Awards. 9. rujna 2010. izdan je debitanski album To Anyone koji je prodao više od 160 000 kopija u Koreji, te 17 000 kopija u Japanu. Pjesme koje su slijedile, kao što su "Go Away", "Lonely" i "I Am The Best", bile su slično uspješne, a "I Am The Best" donijela im je drugu nagradu za pjesmu godine u 2011. godini. 28. srpnja 2011. izdan je i 2NE1 2nd Mini Album. Taj EP je u Japanu izdan u rujnu pod imenom Nolza. 2012. izdan je prvi japanski album Collection. Nakon raznih uživo i videoalbuma objavljenih između 2012. i 2013., u veljači 2014. izdan je album Crush. Crush je u Japanu izdan u lipnju 2014.

## Diskografija
Studijski albumi
- To Anyone (2010.)
- Collection (2012.)
- Crush (2014.)

EP-ovi
- 2NE1 1st Mini Album (2009.)
- 2NE1 2nd Mini Album (2011.)

## Turneje
- The Party: 2NE1 (2011.)
- Nolza (2011.)

## Filmografija
- 2NE1TV (2009.)
- 2NE1TV  (2010.)
- 2NE1TV Live:Worldwide (2011.)

## Vanjske poveznice
- Službena stranica
- 2NE1 na Allmusicu
- 2NE1 na Discogsu
- 2NE1 na Billboardu
- 2NE1 na MTV